# 薛家湾镇
薛家湾镇，是中华人民共和国内蒙古自治区鄂尔多斯市准格尔旗下辖的一个乡镇级行政单位。

## 行政区划
薛家湾镇下辖以下地区：
羊市圪咀社区、黑岱沟村、马家塔村、城坡村、大塔村、红台子村、点岱沟村、大饭铺村、柳青梁村、三宝窑子村、阳窑子村、亭子墕村、阳塔村、牛光圪旦村、良安窑村、百草塔村、不连沟村、永胜壕村、勉格令村、海子塔村、巴润哈岱村、沟门村、白家渠村、柳树湾村、宁格尔塔村、东孔兑村、大沟村、城壕村、二旦桥村、房子滩村、前房子村和何家塔村。